# Christian Gyan
Christian Atta Gyan (Tema, 2 de novembro de 1978 – Roterdã, 29 de dezembro de 2021) foi um futebolista ganês que atuava como lateral-direito. 

## Carreira em clubes
Tendo começado a carreira nas categorias de base do GHAPOHA Readers, Gyan chegou ao Feyenoord em 1996 e se profissionalizou um ano depois. Após 14 jogos, foi emprestado ao Excelsior em 1998. Voltou ao Feyenoord no mesmo ano, sendo frequentemente usado como reserva, além de sofrer com várias lesões.
Fora dos planos do Stadionclub para 2006–07, foi novamente emprestado ao Excelsior, entrando em campo 16 vezes. Após o período de empréstimo, seu contrato com o Feyenoord não foi renovado e Gyan deixou a equipe após 93 partidas pela Eredivisie e 3 gols.
Após ficar o restante de 2007 sem clube, voltou aos gramados em julho de 2008, ao assinar com o TPS, disputando 16 partidas. Em janero de 2009 foi para o Wrexham, atuando em apenas 2 jogos válidos pela FA Trophy, deixando o clube galês após uma lesão no joelho, que também impediram o lateral de jogar pelo RoPS, forçando-o a encerrar sua carreira profissional.
Gyan ainda voltaria aos gramados no mesmo ano para vestir a camisa do RKSV Leonidas, equipe amadora de Roterdão que disputava na época a Zondag Hoofdklasse A, a quinta divisão do futebol neerlandês, antes de sua aposentadoria definitiva dos gramados.

## Carreira internacional
Disputou a Copa do Mundo FIFA Sub-20 de 1997 pela seleção de Gana, que terminou a competição em quarto lugar, recusando posteriormente uma proposta para jogar pelos Países Baixos. Anteriormente, jogou o Mundial Sub-17 em 1995, vencido pelo time africano.
Pela equipe principal dos Black Stars, Gyan estreou justamente contra os Países Baixos, em outubro de 1998. Fez parte do elenco que jogou a Copa das Nações Africanas de 2000, atuando em 3 partidas. Até 2001, o lateral foi convocado 23 vezes para defender Gana, mas só entrou em campo 8 vezes.

## Vida pessoal e morte
Após encerrar a carreira, Gyan enfrentou problemas financeiros e chegou a receber ajuda financeira do Feyenoord, além de ter trabalhado por vários anos no Porto de Roterdão.
Em novembro de 2021, foi diagnosticado com câncer em estado terminal, falecendo em 29 de dezembro de 2021, aos 43 anos.

## Títulos
Feyenoord
- Eredivisie: 1998–99
- Supercopa dos Países Baixos: 1999[7]
- Copa da UEFA: 2001–02